# Braccio della Colombara
Il Braccio della Colombara è una scogliera sita nella località balneare di Punta Braccetto, in territorio di Ragusa. Chiude ad ovest la spiaggia Vigliena su cui si affacciano tutti i camping della frazione.
Alta, mediamente, 5/6 metri sul livello del mare, si protende nel mare per circa 250 metri. Nel suo sviluppo presenta diversi anfratti e due grotte principali: l'antro del Vescovo e la Grotta di Orfeo.
Sulla superficie, coperta da una folta macchia mediterranea, presenta alla sua estremità due costruzioni: la Torre Vigliena o Torre del Bracello e la ex caserma della Guardia di Finanza.
La prima fu eretta fra il 1595 e il 1607, su progetto di Camillo Camilliani a difesa delle incursioni dei pirati nord-africani e rimase utilizzata fino al XIX secolo con alterna importanza. Oggi sono visibili solo la base, a pianta quadrata, la cisterna e i camminamenti.
Della caserma della guardia di finanza, costruita nei primi anni del XIX secolo, rimangono solo alcuni resti delle mura esterne con le finestre che si affacciano ai due lati della scogliera.
Proprio alla base dell'estremità della scogliera sgorgano due polle d'acqua dolce che fin dall'antichità hanno reso interessante e necessario, per i naviganti, sostare a Punta Braccetto per rifornirsi del prezioso liquido.